# عزلة المشنة (إب)

تعديل مصدري - تعديل

عزلة المشنة هي إحدى عزل مديرية المشنة في محافظة إب اليمنية ويبلغ تعداد سكانها 86212 نسمة حسب التعداد السكاني في اليمن لعام 2004.

## روابط خارجية
- الجهاز المركزي للإحصاء بالجمهورية اليمنية
- المركز الوطني للمعلومات باليمن
- الدليل الشامل